# Третий этап Кубка мира по конькобежному спорту 2012/2013
Третий этап Кубка мира по конькобежному спорту в сезоне 2012/2013 прошел с 1 по 2 декабря 2012 года на катке Алау в Астане, Казахстан. Забеги прошли на средних и длинных дистанциях, а также командная гонка у мужчин и женщин.

## Медалисты

### Мужчины
| Дистанция       | Золото                                                   | Время    | Серебро                                                     | Время    | Бронза                                                                 | Время    |
| 1500 м          | Шани Дэвис · США                                         | 1.46,01  | Ховард Бёкко · Норвегия                                     | 1.46,34  | Збигнев Брудка · Польша                                                | 1.46,42  |
| 10000 м         | Йоррит Бергсма · Нидерланды                              | 12.50,40 | Боб де Йонг · Нидерланды                                    | 12.51,22 | Ли Сын Хун · Республика Корея                                          | 13.07,06 |
| Командная гонка | Нидерланды · Йоррит Бергсма · Ян Блокхёйсен · Кун Вервей | 3:41.27  | Республика Корея · Хьюн Чжун Чжу · Ким Чёз Мин · Ли Сын Хун | 3:41.49  | Норвегия · Ховард Бёкко · Симен Спилер Нильсен · Сверре Лунде Педерсен | 3.43,43  |

### Женщины
| Дистанция       | Золото                                                      | Время   | Серебро                                             | Время   | Бронза                                                         | Время   |
| 1500 м          | Кристин Несбитт · Канада                                    | 1.57,18 | Маррит Ленстра · Нидерланды                         | 1.57,29 | Линда де Врис · Нидерланды                                     | 1.57,30 |
| 5000 м          | Мартина Сабликова · Чехия                                   | 7.00,75 | Клаудия Пехштайн · Германия                         | 7.01,05 | Ольга Граф · Россия                                            | 7.01,38 |
| Командная гонка | Канада · Ивани Блондин · Кристин Несбитт · Бриттани Шусслер | 2.58,40 | Республика Корея · Ким Борым · Но Сон Ён · Пак Тоён | 3.00,55 | Нидерланды · Маррит Ленстра · Диане Валкенбюрг · Линда де Врис | 3.00,71 |